# 志田村
志田村（しだむら）は、1950年（昭和25年）まで宮城県志田郡の北西部にあった村。現在の大崎市古川新堀などにあたる。

## 地理
- 河川：江合川

## 沿革
- 1889年（明治22年）4月1日 - 町村制施行にともない、西荒井村・荒田目村・飯川村・柏崎村・斎下村・渋井村・新堀村・塚目村・上中目村・保柳村・耳取村・米倉村・米袋村の計13か村が合併して志田村が発足。
- 1950年（昭和25年）12月15日 - 志田郡荒雄村・栗原郡宮沢村と共に志田郡古川町へ編入。古川町は同日付で市制施行し、古川市となる[1]。

## 行政
- 歴代村長

| 代 | 氏名           | 就任                       | 退任                       | 備考 |
| -- | -------------- | -------------------------- | -------------------------- | ---- |
| 1  | 後藤文助       | 1889年（明治22年）4月23日  | 1902年（明治35年）2月22日  |      |
| 2  | 加藤嘉右ェ門   | 1902年（明治35年）4月8日   | 1906年（明治39年）4月7日   |      |
| 3  | 佐々木喜惣治   | 1906年（明治39年）4月9日   | 1907年（明治40年）2月16日  |      |
| 4  | 中川平三郎     | 1907年（明治40年）2月28日  | 1907年（明治40年）3月26日  |      |
| 5  | 渡辺五兵衛     | 1907年（明治40年）4月26日  | 1911年（明治44年）4月23日  |      |
| 6  | 中川平三郎     | 1911年（明治44年）5月3日   | 1911年（明治44年）11月17日 | 再任 |
| 7  | 門脇義雄       | 1911年（明治44年）11月30日 | 1917年（大正6年）6月22日   |      |
| 8  | 佐々木家寿治   | 1917年（大正6年）7月27日   | 1919年（大正8年）8月24日   |      |
| 9  | 森谷熊治郎     | 1919年（大正8年）10月31日  | 1920年（大正9年）6月19日   |      |
| 10 | 佐々木庄右ェ門 | 1920年（大正9年）8月14日   | 1925年（大正14年）5月30日  |      |
| 11 | 佐々木家寿治   | 1925年（大正14年）6月19日  | 1932年（昭和7年）1月31日   | 再任 |
| 12 | 加藤久之助     | 1932年（昭和7年）2月27日   | 1939年（昭和14年）1月21日  |      |
| 13 | 森谷菊治郎     | 1939年（昭和14年）6月9日   | 1947年（昭和22年）11月28日 |      |
| 14 | 門脇力         | 1947年（昭和22年）4月15日  | 1950年（昭和25年）12月14日 |      |

## 交通

### 鉄道
- 国鉄陸羽東線：中新田駅
- 仙台鉄道：中新田駅

※開業当初は中新田町への最寄駅。のち仙台鉄道が中新田町内に加美中新田駅を開業させる。合併後の1957年（昭和32年）4月1日、西古川駅に改称。